# 柳生宗盈
柳生 宗盈（やぎゅう むねみつ）は、江戸時代中期の大和国柳生藩の世嗣。宗重とも名乗る。通称は帯刀。

## 略歴
和泉国岸和田藩主・岡部長泰の五男。
子がなかった柳生藩主・柳生俊方の養子となり、宝永2年（1705年）に徳川綱吉に拝謁する。しかし、宝永5年（1708年）に廃嫡された。
代わって、因幡国鹿奴藩から矩美が養子に迎えられ、嫡子となった。